# Battaglia di Giosuè contro gli Amorriti
La battaglia di Giosuè contro gli Amorriti (noto anche come La vittoria di Giosuè sugli Amorriti) è un dipinto di Nicolas Poussin realizzato a olio su tela. Si trova conservato al Museo Puškin di Mosca.

## Storia
Il dipinto è pendant della tela intitolata Battaglia di Giosuè contro gli Amaleciti. Le due opere furono le prime realizzate nel periodo romano dal giovane artista francese, che dovette venderle essendosi trovato in ristrettezze economiche dopo la morte del suo protettore, il poeta Giovan Battista Marino, nel 1625, nonché l'allontanarsi del cardinale Francesco Barberini dalla città.
Entrambe le tele vennero acquistate da Caterina II di Russia per essere conservate nell'abitazione romana in via Paolina dal cognato Gaspar Dughet. I dipinti furono divisi solo nel 1927.

## Descrizione
Il dipinto si basa sul Libro di Giosuè, secondo cui il condottiero ebreo riportò una grande vittoria sui nemici Amorriti, dopo che Dio aveva fermato il moto del sole e della luna su sua richiesta.
La battaglia si svolge durante una giornata volgente al crepuscolo - con l'ultimo quarto di luna in cielo - su un terreno impervio e in misura minima su uno sperone di roccia collocato come sfondo. L'esercito degli Amorriti appare in gran parte verso destra, avviato ormai alla sconfitta, con i suoi uomini in preda al terrore: Giosué è infatti reduce dall'aver decapitato un giovane guerriero amorrita, la cui testa giace al suolo nell'angolo inferiore sinistro del quadro, spiccata via dal busto, che invece non è stato inquadrato dall'artista. Il condottiero ebreo avanza sicuro di sé con la spada in pugno, aizzando la sua cavalleria contro i nemici ancora in vita, due dei quali, finiti a terra per essere inciampati, tentano di coprirsi il volto (il primo con un braccio, l'altro, notevole per la statura e per la tenuta militare sgargiante, con lo scudo) benché consci di non poter sfuggire in alcun modo ai guerrieri armati di pugnale che stanno per colpirli. 
Nell'opera vi sono due sorgenti luminose: una, piuttosto fioca, è quella della luna calante, in alto a destra, mentre all'opposto si ha il bagliore del sole (potente nonostante il crepuscolo), emanazione diretta dell'Altissimo, che irradia quasi totalmente la scena, lasciando però stranamente il volto e buona parte del torso di Giosuè in penombra. Il raggio investe chiaramente invece l'amorrita decollato, rivelando la sua giovane età, ben evidente nella pelle liscia del volto, caratterizzato da un naso all'insù e da una barba ancora tenera, che sembra quasi unita alla foltissima chioma nera; è peraltro da notare che gli altri Amorriti presentano anch'essi un aspetto giovanile, con capigliature notevoli e ancora del tutto scure, laddove Giosuè e i suoi uomini sono persone visibilmente in età matura, come se Poussin volesse dimostrare che la maggiore esperienza risulta decisiva per l'esito dello scontro.